# اشک مهتاب
اشک مهتاب نام یک آلبوم موسیقی با آواز عبدالحسین مختاباد که در سال ۱۳۸۲ منتشر شد.
در این آلبوم آهنگسازی تمام آهنگ‌ها بر عهدهٔ خود مختاباد بوده است.

## فهرست ترانه‌ها
عناوین ترک‌های آلبوم
1. گلبن ناز
2. اشک ارغوانی
3. فانوس
4. بهار گریه
5. مهتاب
6. کوچه
7. نماشون
8. خواهم آمد
9. بزم نیستی